# Krzysztof Szot
Krzysztof Szot (ur. 20 czerwca 1978 w Poznaniu) – polski bokser.

## Kariera amatorska
Siedmiokrotnie w swojej karierze rywalizował o miejsce na igrzyskach olimpijskich w roku 2000, 2004 oraz 2008. Trzy z tych prób zakończył na czwartym miejscu, gdzie do turnieju kwalifikowała się najlepsza trójka w poszczególnych kategoriach wagowych.
Czterokrotnie triumfował w prestiżowym turnieju im. Feliksa Stamma (2001, 2005, 2006, 2007). W finale tych zawodów dwukrotnie mierzył się z Marcinem Łęgowskim, z którym wygrał na punkty w roku 2005 oraz walkowerem w roku 2006. Podczas turnieju w roku 2003 zanotował zwycięstwo nad dwukrotnym mistrzem olimpijskim, mistrzem świata oraz Europy Aleksiejem Tiszczenko.
Od 2000 do 2007 był nieprzerwanie mistrzem Polski w boksie. W roku 2000, 2001, 2002, 2003, 2004 zdobywał mistrzostwo w kategorii piórkowej a w roku 2005, 2006 oraz 2007 w kategorii lekkiej.
Trzykrotnie reprezentował Polskę na mistrzostwach świata w roku 2001, 2005 oraz 2007. Najdalej doszedł do ćwierćfinału turnieju w roku 2001 oraz 2007, przegrywając w pojedynkach półfinałowych z Majidem Jelilim oraz Ramalem Amanovem. Taki sam rezultat osiagął na mistrzostwach Europy, dwukrotnie dochodząc do ćwierćfinału imprezy w roku 2004 oraz 2006.
W roku 2004, 2005 oraz 2006 zdobywał medale na mistrzostwach Unii Europejskiej. Najlepszy start zaliczył w roku 2005, zdobywając mistrzostwo w kategorii lekkiej po pokonaniu Chorwata Filip Palicia. W finałowym pojedynku przegrał na punkty (23:41) z reprezentantem gospodarzy Domenico Valentino.
Ostatnim występem Polaka na scenie amatorskim był udział w 37. edycji turnieju Grand Prix, który odbywał się w Ostrawie. W ćwierćfinale turnieju jego rywalem był Litwin Salvijus Jaloveckas a walka zakończyła się wysokim zwycięstwem Szota na punkty (15:2). W półfinałowej walce pokonał również reprezentanta Litwy Aurimasa Naudziusa, z którym wygrał minimalnie na punkty (7:6), awansując do finału w kategorii lekkiej. W finale przegrał wysoko na punkty (6:19) z ówczesnym złotym medalistą igrzysk panamerykańskich, Idelem Torriente.

## Kariera zawodowa
Na zawodowym ringu zadebiutował 14 grudnia 2008 roku, pokonując na punkty Łotysza Konstantīnsa Sakarę. 14 października 2011 roku zdobył tytuł zawodowego mistrza Polski oraz międzynarodowy pas WBF. Jego rywalem w pojedynku o pas był Gruzin Beka Sadjaia, który przegrał jednogłośnie na punkty.
Ostatni zawodowy pojedynek stoczył 13 maja 2017 roku, przegrywając na punkty z Michałem Żeromińskim.